# Liste des comptoirs de Révillon Frères
La Liste des comptoirs de Révillon Frères recense les postes de traite des fourrures établis par l'entreprise Révillon Frères au cours de son histoire.

## Canada
Entre 1901 et 1936, Révillon Frères ouvre 47 postes de traite sur le territoire canadien,.

### A
| - Akimiski | - Attawapiskat |

### C
| - Carcajou Point - Casimir | - Cochrane - Cumberland House |

### E
- Eastmain
- Edmonton

| - English River |

### F
| - Fort Albany - Fort George - Fort Hope | - Fort St. Johns - Fort Vermillon |

### G
| - Grand lac - Grande Prairie | - Great Whale River |

### H
- Hay River

### I
- Île à la Crosse

### L
| - Lac du Brochet - Lac la Ronge | - Lac St. Jean - Le Pas |

### M
| - Montréal - Moose Factory | - Moosonee |

### N
| - Nemiscaw - Nipigon | - North West River - Nuelton |

### P
| - Papoa - Peace River Crossing - Pellican Narrows | - Portage La Loche - Port Harrison - Pukitawagen |

### Q
- Québec

### R
| - Richmond Gulf | - Rupert House |

### S
| - Sept-Îles - Sitka - Souris River | - Stanley - Stratton - Sturgeon Lake |

### T
- Trout Lake

### U
- Ungava

### W
| - Wabiscaw - Wakeham Bay | - Winnipeg |